# کارتال (متروی استانبول)
کارتال (انگلیسی: Kartal) یکی از ایستگاه‌های خط ام۴ متروی استانبول است.
این ایستگاه که در منطقه کارتال قرار دارد در سال ۲۰۱۲ تأسیس شده‌است.